# Марково (Берёзовский район)
Марково — деревня в Берёзовском муниципальном округе Пермского края России.

## География
Географическое положение
Деревня расположена на реке Таз (правый приток реки Сылва), примерно в 8 км к юго-востоку от райцентра, села Берёзовка.
Уличная сеть
- Заречная ул.
- Ивана Карасова ул.
- Центральная ул.

## История
Согласно Закону Пермского края от 17 ноября 2011 года N 863-ПКфактически слившиеся деревни Марково и Тимята преобразованы в один населённый пункт деревня Марково.
До 27 мая 2019 года входила в состав ныне упразднённого Кляповского сельского поселения Берёзовского района.

## Население
| 2010 |
| ---- |
| 121  |

## Топографические карты
- Лист карты O-40-91 Усть-кишерть. Масштаб: 1 : 100 000. Состояние местности на 1980 год. Издание 1987 г.